# تری (فیلم)
«تری» (انگلیسی: Terri) فیلمی در ژانر کمدی-درام به کارگردانی ازیزل جیکوبز است که در سال ۲۰۱۱ منتشر شد. از بازیگران آن می‌توان به جان سی ریلی اشاره کرد.